# Миловидов, Владимир Дмитриевич
Влади́мир Дми́триевич Милови́дов (род. 13 января 1960, Москва) — российский государственный деятель, экономист. Действительный государственный советник Российской Федерации 1 класса (2008 г.). Доктор экономических наук. Член-корреспондент РАН.  
Окончил Московский государственный университет (МГУ) им. М. В. Ломоносова по специальности «экономист, преподаватель политической экономии» (1984 г.), аспирантуру Института мировой экономики и международных отношений (ИМЭМО) АН СССР (1987 г.).
Заслуженный экономист Российской Федерации (2005), награждён Орденом Почёта (2010), Медалью Столыпина II степени (2011)

## Биография
- В 1977— 1984 — ученик электромонтёра, слесарь механо-сборочных работ, электромонтёр, техник, инженер Института атомной энергии им. И. В. Курчатова.
- В 1987 — 1998 — младший научный сотрудник, старший научный сотрудник Института мировой экономики и международных отношений РАН.
- В 1998 — 1999 — консультант секретариата председателя Правительства России Евгения Примакова.
- В 1999 — консультант Управления делопроизводства и архива Аппарата Правительства Российской Федерации.
- В 1999 — 2000 — советник заместителя председателя Правительства России Виктора Христенко.
- В мае — июле 2000 — заместитель председателя Федеральной комиссии по рынку ценных бумаг (ФКЦБ России).
- В июле 2000 — сентябре 2003 — первый заместитель председателя ФКЦБ России.
- В сентябре 2003 — апреле 2004 — начальник Департамента финансовых рынков и имущественных отношений Аппарата Правительства Российской Федерации.
- В апреле 2004 — мае 2007 — помощник председателя Правительства России Михаила Фрадкова.
- В мае 2007 — апреле 2011 — руководитель Федеральной службы по финансовым рынкам России (ФСФР России).[3][4]
- В апреле 2011 — феврале 2017 — вице-президент ПАО "НК «Роснефть» по инновациям, советник Президента ПАО "НК «Роснефть» по инновациям.
- С апреля 2011 — заведующий кафедры международных финансов в МГИМО.[5][6]
- В феврале 2017 — декабре 2020 —руководитель центра, главный аналитик в Российском институте стратегических исследований[7].
- В июне 2019 защитил в МГИМО диссертацию на соискание учёной степени доктора экономических наук «Факторы неопределённости мирового финансового рынка в условиях технологической революции»[8].
- С апреля 2021 — заместитель директора по науке ИМЭМО РАН.
- В мае 2025 избран членом-корреспондентом РАН [9]
- В июле 2025 присвоено ученое звание профессора [10]

## Деятельность

### Научная деятельность
В 1984 году Миловидов закончил Московский Государственный Университет им. М. В. Ломоносова, кафедру политической экономии. Осенью этого же года поступил в аспирантуру Института мировой экономики и международных отношений АН СССР. В течение трёх лет в качестве аспиранта изучал вопросы развития кредитной системы, деятельности банков, проблемы формирования сбережений, их использования, а также потребительского кредитования. Его научным руководителем в ИМЭМО был выдающийся советский экономист Аникин, Андрей Владимирович. В 1987 году защитил диссертацию на соискание учёной степени кандидата экономических наук «Концентрация и централизация капитала в кредитной системе: исследование на материалах США». С января 1988 года — научный сотрудник ИМЭМО. В 1990—1991 проходил стажировку на экономическом факультете Йельского университета.
С 1991 года по 1996 год ежегодно преподавал курс по новой российской экономике в Русской языковой школе Миддлбери-колледжа (США).
По завершении стажировки в 1992 году написал книгу «Современное банковское дело. Опыт США», а также первую в России книгу об инвестиционных фондах. С осени 1992 года вошёл в число консультантов Правительства России по вопросам управления капиталом, развития инвестиционных фондов. На основе его разработок и исследований формировались первые инвестиционные фонды. В этот же период активно сотрудничает с международными финансовыми институтами, в частности являлся консультантом при создании одного из первых международных фонда прямых инвестиций в России — Framlington Russian Investment Fund, а с 1993 по 1995 принимал участие в управлении активами фонда. В 1995—1998 годах участвовал в создании и управлении первых паевых инвестиционных фондов, преподавал.
За время работы на государственной службе продолжал заниматься научными исследованиями, результаты которых нашли отражение в серии публикаций по общей экономической тематике, так и по вопросам финансового рынка. Важным этапом развития идей Миловидова о природе и закономерностях финансового рынка стала книга «Философия финансового рынка», вышедшая в 2013 году.
В 2019 году в свет вышла книга Миловидова «Симметрия заблуждений: факторы неопределённости финансового рынка в условиях технологической революции», которая стала лауреатом премии Вольного экономического общества «Книга года 2019»

### Государственная служба: 1998—2011 гг.
В 1998 году Миловидова приглашают на работу в секретариат Председателя Правительства Российской Федерации Примакова Е. М. После отставки Примакова Е. М. становится советником Христенко В. Б., первого заместителя Председателя Правительства Российской Федерации. В 2003—2004 годах руководил Департаментом Финансовых рынков и имущественных отношений Аппарата Правительства Российской Федерации. С апреля 2004 по май 2007 — помощник Председателя Правительства Российской Федерации Фрадкова М. Е.

#### Регулирование финансового рынка

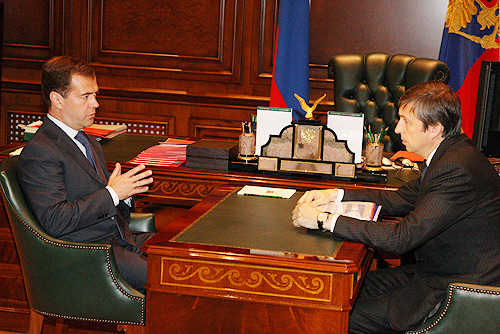
Дмитрий Медведев и Владимир Миловидов

В апреле 2000 года Миловидов назначен заместителем Председателя ФКЦБ России — федерального органа исполнительной власти по регулированию российского рынка ценных бумаг. Летом 2000 года становится первым заместителем Председателя ФКЦБ. В апреле 2007 назначен руководителем ФСФР, созданной на основе ФКЦБ.
В период работы в ФСФР с 2007 по 2011 год под его руководством были разработаны и приняты законы «О противодействии неправомерному использованию инсайдерской информации и манипулированию рынком», «О клиринге» поправки к целому ряду федеральных законов, предусматривающие механизм ликвидационного неттинга, раскрытие бенефициаров открытых акционерных обществ, упрощение процедур эмиссии, регулирование и стимулирующий режим налогообложения производных финансовых инструментов- всего по представлению ФСФР в этот период Государственной Думой Федерального Собрания Российской Федерации было принято 8 федеральных законов. По его предложению был принят федеральный закон, разрешающий допуск на российский фондовый рынок иностранных ценных бумаг. Это была первая инициатива Миловидова, которую он выдвинул после назначения на должность.
На российском рынке производных инструментов им была введена отчётность аналогичная существующей в США Commitments of Traders- требование публично раскрывать информацию о заключённых опционных договорах в виде установленного вида таблицы, содержащей данные по количеству контрактов, цене исполнения, сумме исполнения. Эта информация отражает настрой спекулянтов и хеджеров по отношению к определённому активу. При его поддержки Фондовая биржа РТС разработала и начала рассчитывать российский индекс волатильности, или «Индекс страха» — новый фондовый индикатор, который позволяет графически отображать ожидания инвесторов относительно колебаний рынка в ближайшем будущем. Комментируя нововведение, он признался: «Меня давно интересует индикатор, который покажет настроение на российском фондовом рынке. Не знаю, как заработает индекс волатильности РТС, но попытку его создать я приветствую».
Миловидов также выступил инициатором слияния бирж ММВБ и РТС а также был активным участником разработки концепции создания Международного финансового центра в Москве. Под его руководством началась активная работа ФСФР по качественному обновлению системы профессиональных участников рынка ценных бумаг, сокращению числа недобросовестных организаций, были повышены требования к капиталу участников рынка.
Он принимал активное участие в объединении ФСФР и Федеральной службы страхового надзора (ФССН). С инициативой объединения двух служб в конце ноября 2010 года на конференции газеты Ведомости выступил Министр финансов Кудрин А. Л. Миловидов поддержал эту идею. «Это правильный шаг, и он более привычный с точки зрения процедуры, чем те предложения по созданию мегарегулятора, которые высказывались до сих пор, в частности, депутатами Госдумы», — сказал он. Однако вокруг темы объединения разгорелись споры. Стоял вопрос, какая из служб прекратит существование. В декабре Минфин России обнародовал проект Указа Президента Российской Федерации о расформировании ФСФР и о создании на её базе и ФССН объединённой Федеральной финансовой службы в подчинении Минфина России.. Однако Миловидову удалось противостоять такому решению. В конце месяца, после совещания у Президента Дмитрия Медведева, концепция поменялась — предлагалось упразднить уже Росстрахнадзор и передать его функции ФСФР. 4 марта 2011 года Дмитрий Медведев подписал указ «О мерах по совершенствованию государственного регулирования в сфере финансового рынка», предусматривающий создание мегарегулятора на базе ФСФР.
Владимир Миловидов также был одним из инициаторов создания при Президенте России Совета по развитию финансового рынка. Совет был создан по его предложениям, доложенным на встрече с Президентом России Дмитрием Медведевым 10 сентября 2008 года.

#### Программа финансовой грамотности и публичная деятельность
В 2010 году Владимир Миловидов принял решение о создании при ФСФР России Экспертной группы по финансовому просвещению. Целью деятельности группы было объединение участников финансового рынка для проведения системной работы с гражданами по разъяснению им особенностей финансовых услуг, рисков финансового рынка и его законов. Эта работа позволяла существенно расширить потенциальную базу частных внутренних инвесторов. В рамках группы были не только разработаны методические материалы для проведения занятий в школах, ВУЗах, на предприятиях, но также была организована серия постоянных семинаров по финансовому просвещению. Для проведения семинаров были объявлены «Недели финансовой грамотности». Первая неделя прошла в городах Поволжья и Юга России. Участники проехали по городам на поезде, который получил название «Поезда финансовой грамотности». Проект имел большой резонанс, в том числе вызвал и шутливые отклики.
Владимир Миловидов стал одним из первых государственных чиновников, кто начал использовать Интернет для прямого общения с участниками рынка. Он открыл несколько персональных страниц в Живом Журнале, в Twitter и в Facebook. Записи руководителя ФСФР привлекли внимание участников рынка и журналистов. Темы, которые поднимал Миловидов в блогах становились предметом дискуссий и споров.
 Владимир Миловидов чередовал серьёзные записи с шутками и даже провокационными рассказами. История о стороже Миловидыче буквально потрясла участников рынка.
Активная работа ФСФР по различным направлениям регулирования рынка и финансового просвещения, а также открытость Владимира Миловидова в общении с участниками рынка нашли отражение в росте публичности службы и её руководителя. В 2010 года он трижды входил в число лидеров рейтинга публичности власти, публиковавшегося журналом Коммерсантъ-Власть После объявления об отставке Владимира Миловидова его открытость была оценена участниками рынка: «Вот и не осталось ни одного либерального, доступного министра в РФ…жаль…искренне жаль…», — написал в своём блоге один из российских финансистов.

#### Отставка и новые назначения
11 апреля 2011 года Владимир Миловидов распоряжением Правительства Российской Федерации был освобождён от должности руководителя ФСФР, на которую был назначен Панкин, Дмитрий Владимирович. В интервью газете «Ведомости» Миловидов подытожил: «Я сделал то, что хотел» .
С момента решения о присоединении ФССН к ФСФР и создания единого регулятора фондового и страхового рынков вопрос о том, состоится ли отставка Владимира Миловидова и будет ли назначен новый глава регулятора, оставался одной из ключевых интриг финансового рынка. Претендентами на должность руководителя ФСФР ещё с момента опубликования Минфином провокационного проекта Указа о расформировании ФСФР, назывались бывшая заместитель Министра экономического развития Анна Попова и заместитель Министра финансов Алексей Саватюгин, зампред Центрального банка Сергей Швецов, однако циркулирующие слухи лишь порождали новые домыслы. Распространялась информация о том, что якобы Миловидов подал заявление об отставке ещё в 2010, но с «открытой датой»,, один из журналистов даже написал: "С ликвидацией ФСФР и увольнением Владимира Миловидова может повториться история двухгодичной давности, когда он подал прошение об отставке, но его не утвердил премьер-министр Владимир Путин, попросивший главу ФСФР сперва разобраться с ситуацией на финансовом рынке, а уже потом думать об уходе.. Только в конце марта стало известно, что Миловидов действительно решил уйти. Эту информацию одним из первых подтвердил источник в Министерстве финансов.
Журналисты и участники рынка перебирали различные причины ухода Миловидова. В числе особо обсуждаемых были громкие решения по отзыву лицензий специализированного депозитария «Иркол» и специализированного регистратора «Центральный московский депозитарий». Первый входил в группу институтов, осуществляющих учёт прав собственности на ценные бумаги и хранение ценных бумаг, традиционно аффилированных с Альфа-Групп. Второй традиционно вёл реестры энергетических компаний, образовавшихся после реформы РАО ЕЭС России. Компании, грубо нарушившие законодательство, искали защиты у своих покровителей, в том числе и в Минфине, однако решение ФСФР состоялось. По мнению ряда изданий именно эти решения породили глубокий конфликт между Владимиром Миловидовым и Алексеем Кудриным. Решение об отставке, как писала газета «Коммерсантъ», "стало итогом многолетнего противостояния ФСФР и Минфина, которое обострилось в конце прошлого года. Катализатором конфликта стало письмо господина Миловидова зампреду правительства Игорю Сечину в обход министра финансов Алексея Кудрина, который курирует в правительстве финансовый блок, о возможном аннулировании лицензии «Центральному московскому депозитарию». Сам Миловидов публично никогда не ссылался на разногласия с тогдашним Министром финансов. После ухода Миловидова с должности, судебные тяжбы с компаниями, лишившимися лицензии, тем не менее продолжились. В итоге суды признали правомерность действий ФСФР и законность решений, принятых Владимиром Миловидовым. Не подтвердились и многие другие слухи о причинах отставки Владимира Миловидова с поста руководителя ФСФР.
На следующий день после отставки 12 апреля 2011 года Владимир Миловидов был назначен вице-президентом компании Роснефть по инновациям. Сообщалось, что ещё он возглавил кафедру международных финансов МГИМО. В июне 2011 года Владимир Миловидов также был избран членом совета директоров компании Мечел-Майнинг.

### Фотография
С конца 90-годов Владимир Миловидов одновременно с основной профессиональной деятельностью занимается фотографированием. Основным объектом его внимания становятся городские сюжеты, необычные и даже курьёзные сцены и детали городских будней. В 2006 году он издаёт первый фотоальбом «Ностальгия», в который вошли фотографии Московских улиц и дворов, сделанные в интервале 1999—2005 годов. В этот период Москва быстро меняется, но Миловидову удаётся обойти приметы современной эпохи и передать образ «застывшего времени» 50-60-х годов XX века: «Москва, такая разная и такая знакомая по стихам Булата Окуджавы и булгаковской прозе».
В этих работах проявляется «авторский стиль» Миловидова — его снимки пустынны: здесь почти нет людей. Корреспондент газеты «Коммерсантъ» Михаил Трофименков также отмечает это и в своей рецензии так передаёт восприятие от увиденных снимков: «Главную особенность Москвы, увиденной Владимиром Миловидовым, замечаешь не сразу. Она вопиюще безлюдна, как после взрыва нейтронной бомбы. Вспоминается фильм Стэнли Креймера „На берегу“ (1959), где люди, облачённые в скафандры, напоминающие инопланетян, бродят по улицам пустынного Сан-Франциско в тщетной надежде найти хоть кого-то, уцелевшего после ядерной катастрофы. Впрочем, эта воображаемая бомба действует на живые существа избирательно. Исчезли люди, но уцелели животные: котёнок, аккуратный, похожий на фарфоровую безделушку, вылупившийся на фотографа из-за окна, или собачина, тяжело опустившаяся на землю перед портретом Чарли Чаплина работы какого-то уличного художника. Чаплин не случаен: он был бы органичен. Потерянный, одинокий. Но бодрящийся, именно в Москве господина Миловидова». С 22 июля по 21 августа 2006 года в Государственном центре фотографии в Санкт-Петербурге состоялась выставка фоторабот Миловидова, вошедших в фотоальбом «Ностальгия». Через год в июне 2007 года выставка фоторабот «Ностальгия» открылась в Нижнем Новгороде"
В апреле 2007 года выходит второй сборник фоторабот Миловидова фотодневник «Затерянный город». В нём он продолжает свой рассказ о Москве, создавая теперь серию портретов сохранившихся старых московских домиков, в своё время определявших вид города. Выходу сборника предшествует полуторагодичные кропотливые поиски затерявшихся в современной Москве деревянных строений. Первые фотографии будущей коллекции Миловидова появляются на страницах журнала «Вокруг света» в сентябре 2006 года в материале «Москва деревянная». «Не удивляйтесь: это действительно Москва, — так начинает свою рецензию на Фотодневник Миловидова кандидат искусствоведения Е. Г. Щеболева, — Потерявшаяся в маленьких переулочках и дворах, зажатая между громадами многоэтажных домов, деревянная, низкорослая, тёплая и уютная». Уникальность подборки сохранившихся объектов московской деревянной архитектуры позволяет называть фотодневник «Затерянный Город» «Красной книгой» старой Москвы.
Совсем иные по стилистике и сюжетам фотографии Миловидова появляются на страницах периодических изданий. Он становится внештатным фотокорреспондентом газеты «Коммерсантъ» и делает для издания несколько первополосных кадров. Одна из фоторабот Миловидова была выставлена на аукционе-выставке «Коммерсантъ. Свободная камера» в Московском доме фотографии и оказалась в числе топ-лотов..

## Научные труды
- Современное банковское дело. М., 1992.
- Инвестиционные фонды и трасты: как управлять капиталом? М., 1992.
- Управление инвестиционными фондами. М., 1993.
- Паевые инвестиционные фонды. М., 1996.
- Основы макроэкономической политики в России на пороге третьего тысячелетия. М., 1999.
- Инвестор в России: что делать? М., 2000.
- Философия финансового рынка. М,. 2013.
- Философия финансового рынка. // МЭиМО, № 8, 2012
- Либерализм и регулирование финансового рынка. // МЭиМО, № 9, 2012
- Асимметрия информации и «симметрия заблуждений». // МЭиМО, № 3, 2013
- К истокам «гуманитарной экономики». // МЭиМО, № 7, 2013
- Введение в гуманитарные финансы: основы концепции. // Вопросы новой экономики, № 4 (28), 2013
- Подсознательные финансы: все ли на финансовом рынке определяет сознание? // МЭиМО, № 1, 2014
- Введение в гуманитарные финансы: Человек финансовый. // Вопросы новой экономики, № 1 (29), 2014
- Симметрия заблуждений: Факторы неопределённости финансового рынка в условиях технологической революции: монография / В. Д. Миловидов; предисловие. М. Е. Фрадкова. — Москва: Магистр, 2019. — 336 с., илл.

## Фотоальбомы
- Фотоальбом «Ностальгия» М., 2006.
- Фотодневник «Затерянный город», М., 2007